# Krause
Der Familienname Krause ist ein Übername, der sich ursprünglich auf das krause Haar des Namensträgers bezog.

## Varianten und Zusammensetzungen
Die alternativen Schreibweisen Krauße, Krauss und Krauß, Kraus, Kruse, Cruse und Crusius (latinisiert) sowie die Zusammensetzungen Kraushaar und Krauskopf sind die häufigsten Varianten des Familiennamens Krause.

## Häufigkeit
Der Familienname Krause belegt Platz 39 unter den häufigsten Familiennamen in Deutschland.

## Namensträger

### A
- Adalbert Krause (1901–1979), österreichischer römisch-katholischer Ordensbruder
- Adolf Krause (* 1935), deutscher Maler
- Albert Krause (1923–2012), deutscher Designer
- Alexander Krause (* 1971), deutscher Künstler
- Alfred Krause (Architekt) (1866–1930), deutscher Architekt
- Alfred Krause (Ingenieur) (1907–1971), deutscher Ingenieur und Hochschullehrer für das Entwerfen von Schiffen
- Alfred Krause (Politiker) (1915–1988), deutscher Politiker (CDU), MdA Berlin
- Alfred Krause (Gewerkschafter) (1922–2019), deutscher Gewerkschafter
- Alfred Krause (General) (1930–2001), deutscher Generalleutnant
- Allison Krause (1951–1970), US-amerikanische Studentin, Opfer des Kent-State-Massakers
- Alma Hütter-Krause (1844–1885), deutsche Opernsängerin (Sopran)
- Andreas Martin Krause (* 1952), deutscher Schlagersänger, Komponist und Musikproduzent, siehe Andreas Martin
- Andreas Krause (Admiral) (* 1956), deutscher Vizeadmiral
- Andreas Krause (Fußballspieler, 1957) (* 1957), deutscher Fußballspieler (Carl Zeiss Jena)
- Andreas Krause (Pokerspieler) (* 1967), deutscher Fußballspieler (Stuttgarter Kickers) und Pokerspieler
- Andreas Krause (Forstwissenschaftler) (* 1974), deutscher Forstwissenschaftler und Hochschullehrer
- Andreas Krause (Informatiker) (* 1978), deutscher Informatiker und Hochschullehrer
- Andreas Krause Landt (* 1963), deutscher Verleger und Journalist, siehe Andreas Lombard
- Anja Krause (* 1977), deutsche Volleyballspielerin
- Anna Krause (Politikerin) (1903–nach 1963), deutsche Politikerin (SED), MdV
- Anna-Bianca Krause (* 1955), deutsche Journalistin und Moderatorin
- Anna G. Krause (1895–1968), US-amerikanische Romanistin und Hispanistin
- Annette Krause (* 1966), deutsche Fernsehmoderatorin und Journalistin
- Ansgar Krause (* 1956), deutscher Gitarrist, Arrangeur und Hochschullehrer
- Antje Krause (Informatikerin) (* 1966), deutsche Bioinformatikerin und Politikerin
- Antje Krause (Leichtathletin) (* 1972), deutsche Langstreckenläuferin
- Antje Krause-Wahl (* 1970), deutsche Kunsthistorikerin
- Anton Krause (Musiker) (1834–1907), deutscher Pianist, Dirigent, Komponist und Klavierlehrer
- Anton Kurt Krause (* 1986), deutscher Regisseur
- Arnd Krause (1938–2022), deutscher Hochschullehrer für Theoretische Grundlagen der nationalen Befreiungsbewegung
- Arno Krause (1930–2018), deutscher Lobbyist
- Arnulf Krause (* 1955), deutscher Germanist und Skandinavist
- Arthur Krause (Naturforscher) (1851–1920), deutscher Naturforscher und Entdeckungsreisender
- Arthur Krause (Lehrer) (1882–1972), deutscher Lehrer und Globenmacher
- Arthur Krause-Carus (1883–nach 1943), deutscher Maler
- Asuman Krause (* 1976), deutsch-türkisches Fotomodell und Popmusikerin
- August Krause (1882–1957), deutsch-polnischer Beamter und Politiker, Bürgermeister von Gdynia, siehe Augustyn Krauze
- August Krause (Politiker, 1884) (1884–1948), deutscher Gewerkschafter und Politiker (USPD, SPD), MdL Oldenburg
- August Krause (Geograph) (1889–??), deutscher Geograph
- August Wilhelm Krause (1817–1861), deutscher Bergbeamter
- Aurel Krause (1848–1908), deutscher Naturforscher und Ethnologe
- Axel Krause (* 1958), deutscher Maler
- Axel Krause (Journalist) (* 1934), deutscher Journalist

### B
- Barbara Krause (Schriftstellerin) (* 1939), deutsche Schriftstellerin
- Barbara Krause (Politikwissenschaftlerin) (* 1945), deutsche Politikwissenschaftlerin
- Barbara Krause (Schwimmerin) (* 1959), deutsche Schwimmerin
- Benjamin Krause (* 1986), deutscher Schauspieler und Synchronsprecher
- Bernd Krause (Ruderer) (* 1947), deutscher Ruderer
- Bernd Krause (Restaurator) (* 1956), deutscher Kirchenmaler und Restaurator
- Bernd Krause (Mediziner) (* 1965), deutscher Nuklearmediziner
- Bernd Krause (Produzent) (* 1970), deutscher Filmproduzent
- Bernhard Krause (* 1942/1943), deutscher Ingenieur und Modellmotorentechnik-Fachautor
- Bernie Krause (* 1938), US-amerikanischer Musiker, Natur- und Klangforscher
- Bob Krause (1945–2015), US-amerikanischer Sportfunktionär
- Bodo Krause (Mathematiker) (* 1942), deutscher Mathematiker
- Bodo Krause (Politiker) (* 1969), deutscher Kommunalpolitiker (CDU)
- Brian Krause (* 1969), US-amerikanischer Schauspieler
- Brigitte Krause (Schauspielerin) (1929–2007), deutsche Schauspielerin
- Brigitte Krause (Regisseurin) (* 1949), deutsche Regisseurin und Drehbuchautorin
- Burghard Krause (* 1949), deutscher lutherischer Theologe und Landessuperintendent
- Burkhardt Krause (* 1950), deutscher Germanist

### C
- Carina Krause (Pseudonym Carina Landau; * 1967), deutsche Synchronautorin und Fotografin
- Caesar Ernst Albrecht Krause (Albrecht Krause; 1838–1902), deutscher evangelisch-lutherischer Geistlicher
- Cäsar Wilhelm Alexander Krause (1807–1862), deutscher evangelisch-lutherischer Geistlicher
- Carl Krause (Mediziner, 1797) (1797–1868), deutscher Mediziner
- Carl Albert Krause (1872–1929), US-amerikanischer Philologe und Germanist
- Carl Gustav Krause (1892–1987), deutscher Landschaftsmaler der Düsseldorfer Schule
- Carl Heinrich Friedrich Krause (1842–1906), deutscher Musiker, Komponist und Dirigent
- Carl Leopold Krause (1847–1921), Bürgermeister, Mitglied des Provinziallandtages der Provinz Hessen-Nassau
- Carl Philipp Crause (1778–1857), Hof-Büchsenmacher aus Kassel, Gewehrfabrikant in Herzberg am Harz
- Carlos Krause (* 1936), deutscher Opernsänger (Bariton)
- Chariklia Krause (* 1980), deutsche Regisseurin
- Charles Krause, US-amerikanischer Turner
- Charlotte Krause (* 2002), deutsche Schauspielerin
- Christian Krause (1940–2024), deutscher Theologe, Landesbischof in Braunschweig
- Christian Gottfried Krause (1719–1770), deutscher Komponist
- Christian Siegmund Krause (1758–1829), deutscher Jurist
- Christiane Krause (Leichtathletin) (* 1950), deutsche Leichtathletin
- Christiane Krause (Autorin) (* 1968), deutsche Autorin
- Christina Krause (* 1942), deutsche Psychologin, Psychotherapeutin und Hochschullehrerin für Pädagogische Psychologie
- Christof Krause (1928–2005), deutscher Bildhauer
- Christoph Wanner-Krause (* 1937), Schweizer Maler, Grafiker und Bildhauer
- Claudia Verdicchio-Krause (* 1975), deutsche Sportschützin
- Claudine Krause (* 1947), deutsche Lehrerin, siehe Jugendnotmail
- Conrad Wilhelm Krause (1733–1804), deutscher Kaufmann
- Constantin Krause (* 1996), deutscher Säbelfechter
- Cornelia Krause-Girth (* 1951), deutsche Psychologin und Psychoanalytikerin

### D
- Dagmar Krause (* 1950), deutsche Rock-, Jazz- und Avantgarde-Sängerin
- Dagobert Krause (1926–2009), deutscher Gewerkschafter
- Daniel Krause (Jurist) (* 1964), deutscher Rechtsanwalt
- Daniel Krause (Synchronsprecher), deutscher Synchronsprecher
- Daniel Krause (Aktivist) (* 1980), deutscher politischer Aktivist, Lehrer und Autor
- Daniela Krause (* 1968), deutsche Politikerin (SPD), siehe Daniela Behrens
- David W. Krause (1982 promoviert), kanadischer Paläontologe
- Dennis Krause (* 1987), deutscher Handballspieler
- Dieter Krause (Kanute) (1936–2020), deutscher Kanute und Sportfunktionär
- Dieter Krause (Hockeyspieler) (* 1937), deutscher Hockeyspieler (Olympiade 1960)
- Dieter Krause (Mediziner) (1939–2008), deutscher Rechtsmediziner
- Dieter Krause (Journalist) (* 1947), deutscher Journalist
- Dieter Krause (Handballspieler) (1952–2023), deutscher Handballspieler
- Dieter Krause (Ingenieur) (* 1962), deutscher Ingenieur
- Dietfrid Krause-Vilmar (* 1939), deutscher Erziehungswissenschaftler und Historiker
- Dietrich Krause (Mediziner, 1920) (* 1920), deutscher Veterinärmediziner
- Dietrich Krause (Mediziner, 1927) (1927–2003), deutscher Veterinärmediziner
- Detlef Krause (* 1952), deutscher Theologe
- Dietmar Krause (* 1960), deutscher Politiker (CDU)
- Dominik Krause (* 1990), deutscher Kommunalpolitiker
- Dörthe Krause (1943–1995), deutsche Krankenschwester und Lehrerin

### E
- E. Jay Krause († 2025), US-amerikanischer Art Director
- Eckart Krause (* 1943), deutscher Geschichtswissenschaftler
- Eduard Krause (Buchdrucker) (1816–1882), Buchdrucker und 1848er Revolutionär
- Eduard Krause (Prähistoriker) (1847–1917), deutscher Prähistoriker
- Eduard Krause (Fußballspieler), deutscher Fußballspieler
- Eduard Krause-Wichmann (1864–1927), deutscher Maler
- Eduard von Krause (1827–1886), preußischer Generalleutnant
- Edward B. Krause (ca. 1922–1987), US-amerikanischer Unternehmer (Filmline Corp.), Oscar-Preisträger
- Edward C. Krause (1914–1950), US-amerikanischer Politiker (Republikanische Partei)
- Edward W. „Moose“ Krause (1913–1992), US-amerikanischer Leichtathlet, Baseball-, Basketball- und Football-Spieler, sowie Trainer und Funktionär, siehe Moose Krause
- Egon Krause (* 1933), deutscher Physiker und Hochschullehrer
- Emil Krause (Pianist) (1840–1916), deutscher Musikkritiker und Hochschullehrer
- Emil Krause (Journalist) (1844–1906), deutscher Journalist und Theaterkritiker
- Emil Krause (1870–1943), deutscher Politiker (SPD) und Reformpädagoge
- Emil Krause (Architekt) (1873–1937), österreichischer Architekt
- Emil Krause (Fußballspieler, 1908) (1908–1962), deutscher Fußballspieler (Berlin)
- Emil Krause (Fußballspieler, 1950) (* 1950), deutscher Fußballspieler (Hannover, Wien)
- Erhard Krause (1910/1911–nach 1943), deutscher Jazz- und Unterhaltungsmusiker (Posaune)
- Erich Krause (General) (1857–1944), deutscher Generalleutnant
- Erich Krause (Maler) (1886–1954), deutscher Maler
- Erich Krause (Chemiker) (1895–1932), deutscher Chemiker
- Erich Krause (Widerstandskämpfer) (1905–1944), deutscher Widerstandskämpfer
- Erich-Dieter Krause (1935–2023), deutscher Esperantist und Hochschullehrer
- Erika Krause (1924–2017), deutsche Moderatorin
- Ernst Krause (Schriftsteller) (Pseudonym Carus Sterne; 1839–1903), deutscher Biologe und Schriftsteller
- Ernst Krause (Schauspieler) (1842–1892), deutscher Schauspieler
- Ernst Krause (Botaniker) (1859–1942), deutscher Botaniker und Sanitätsoffizier
- Ernst Krause (Regierungsrat) (1876–1963), kommissarischer Landrat in Gelnhausen und Rüdesheim
- Ernst von Krause (1884–1960), deutscher Generalmajor
- Ernst Krause (Musikwissenschaftler) (1911–1997), deutscher Musikwissenschaftler
- Ernst August Wilhelm Krause (1878–1967), deutscher Jurist und Politiker
- Ernst-Georg Krause (* 1934), deutscher Mediziner und Kardiologe
- Erwin Krause (1908–1978), deutscher Ingenieur und Hochschullehrer (Industriepädagogik)
- Eva-Maria Weinwurm-Krause (* 1949), deutsche Philosophin

### F
- Fedor Krause (1857–1937), deutscher Neurochirurg
- Felix Caspar Krause (* 1992), deutscher Schauspieler
- Fides Krause-Brewer (1919–2018), deutsche Fernsehjournalistin und Buchautorin
- Frank Krause-Waterböhr (1957–2017), deutscher Basketballschiedsrichter
- Franz Krause (Architekt) (1897–1979), deutscher Architekt, Innenarchitekt und Maler
- Franz Krause (Jurist) (1889–1984), deutscher Jurist und Komponist
- Franz Emil Krause (1836–1900), deutscher Maler
- Frieda Litschauer-Krause (1903–1992), österreichische Musikpädagogin
- Friedhilde Krause (1928–2014), deutsche Slawistin und Bibliothekswissenschaftlerin
- Friedrich Krause (Bauingenieur) (1856–1925), deutscher Bauingenieur und Baubeamter
- Friedrich Krause (Verleger) (1897–1964), deutscher Verleger
- Friedrich Krause (Ingenieur) (* 1938), deutscher Ingenieur und Hochschullehrer
- Friedrich Krause-Osten (1884–1966), deutscher Maler
- Friedrich Conrad Theodor Krause (1790–um 1860), deutscher Verkehrsfachmann
- Friedrich Wilhelm Krause (1765–1840), preußischer Kaufmann und Reeder
- Friedrich Wilhelm von Krause (1802–1877), deutscher Weinhändler, Privatbankier und Industrieller
- Friedrich-Wilhelm Krause (1920–2015), deutscher Rechtswissenschaftler und Hochschullehrer
- Fritz Krause (Jurist) (1868–1959), südafrikanischer Jurist und Richter
- Fritz Krause (Ethnologe) (1881–1963), deutscher Ethnologe
- Fritz Krause (General) (1895–1975), deutscher Generalmajor der Wehrmacht
- Fritz Krause (Politiker) (1925–2012), deutscher Politiker (SED), Oberbürgermeister von Frankfurt (Oder)
- Fritz Krause (Historiker) (1926–2019), deutscher Historiker
- Fritz Krause (Physiker) (1927–2024), deutscher Physiker

### G
- Georg Krause (Chemiker) (1849–1927), deutscher Chemiker
- Georg Krause (Kameramann) (1901–1986), deutscher Kameramann
- Georg Friedrich Krause (1768–1836), deutscher Forstwissenschaftler
- George Krause (* 1937), US-amerikanischer Fotograf
- Gérard Krause (* 1965), deutscher Epidemiologe
- Gerda Krause (* 1947), deutsche Politikerin (PDS)
- Gerhard Krause (Pastor) (1887–1950), deutscher Pastor und Widerstandskämpfer
- Gerhard Krause (Theologe) (1912–1982), deutscher Theologe
- Gerhard Krause (Politiker), deutscher Gewerkschafter und Politiker, MdV
- Gerhard Krause (Ingenieur) (1938–2008), deutscher Ingenieur
- Gerhard Krause (Psychologe) (* 1947), deutscher Psychologe
- Gerhard Krause (Redakteur) (* 1950), österreichischer Redakteur
- Gerold Krause-Junk (* 1936), deutscher Wirtschaftswissenschaftler und Hochschullehrer
- Gerrit Krause (* 1968), deutscher Tänzer, Schauspieler und Sänger
- Gesa Felicitas Krause (* 1992), deutsche Hindernisläuferin
- Gottfried Krause (1838–1923), deutscher Arzt, Mitglied des Provinziallandtages der Provinz Hessen-Nassau
- Gottlieb Krause (Historiker) (1804–1888), deutscher Historiker und Bibliothekar
- Gottlieb Friedrich Krause (1805–1860), deutscher Diener von Johann Wolfgang von Goethe, Amtsdiener, siehe Goethes Diener
- Gottlob Krause (1850–1938), deutscher Afrikaforscher
- Gretl Krause (1919–2013), tschechoslowakisch-kanadische Schriftstellerin, Theaterautorin, Literaturkritikerin und Universitätslehrerin, siehe Gretl Keren Fischer
- Guido Krause (* 1964), deutscher Fußballspieler
- Günter Krause (* 1943), deutscher Wirtschaftswissenschaftler
- Günther Krause (Admiral) (1890–1983), deutscher Vizeadmiral
- Günther Krause (Conferencier) (1923–2012), deutscher Entertainer
- Günther Krause (* 1953), deutscher Politiker (CDU)

### H
- Hannes Krause (1911–nach 1992), deutscher Maler und Textildesigner
- Hanno Krause (* 1964), deutscher Politiker (CDU), Bürgermeister von Kaltenkirchen
- Hanns Krause (1916–1994), deutscher Schriftsteller
- Hans Krause (Offizier) (1864–1927), deutscher Generalmajor
- Hans Krause (Politiker, 1897) (1897–1975), deutscher Politiker (NSDAP)
- Hans Krause (1920–2003), deutsch-sowjetischer Opernsänger, siehe Iwan Iwanowitsch Petrow
- Hans Krause (Kabarettist) (1924–2015), deutscher Kabarettist und Autor
- Hans Krause (Ingenieur) (1929–1987), deutscher Ingenieur, Werkstoffkundler und Hochschullehrer
- Hans Krause (Politiker, II), deutscher Politiker (DBD)
- Hans Krause (* 1952), deutscher Schauspieler, siehe Hansi Kraus
- Hans Krause-Dietering (1911–1976), deutscher Fabrikdirektor und Ingenieurschullehrer
- Hans Krause-Wichmann (1925–2007), deutscher Ruderer
- Hans-Georg Krause (* 1926), deutscher Historiker
- Hans-Henrik Krause (1918–2002), dänischer Schauspieler und Regisseur
- Hans-Joachim Krause (Kunsthistoriker) (* 1930), deutscher Kunsthistoriker und Denkmalpfleger
- Hans-Joachim Krause (Leichtathlet), deutscher Mittelstreckenläufer
- Hans-Joachim Krause (Erziehungswissenschaftler, I), deutscher Erziehungswissenschaftler und Hochschullehrer
- Hans-Joachim Krause (Erziehungswissenschaftler, 1945) (* 1945), deutscher Erziehungswissenschaftler und Hochschullehrer
- Hans-Joachim Krause (Physiker), deutscher Physiker und Hochschullehrer
- Hans-Jörg Krause (* 1954), deutscher Politiker (Die Linke)
- Hans Theodor Krause (1824–1888), deutscher Generalmajor
- Hans-Ullrich Krause (* 1954), deutscher Pädagoge, Hochschullehrer und Autor
- Harald Krause (* 1941), deutscher Fußballspieler
- Hartfrid Krause (* 1942), deutscher Historiker
- Heinrich Krause (Theologe) (1816–1868), deutscher Theologe und Politiker
- Heinrich Krause (1885–1983), österreichischer Maler
- Heinz Krause (Politiker), deutscher Jugendfunktionär und Politiker, MdV
- Heinz Krause (Puppenspieler) (1924–2008), deutscher Puppenspieler
- Heinz Krause-Graumnitz (1911–1979), deutscher Komponist, Musikwissenschaftler und Hochschullehrer
- Helene von Krause (geb. Helene von Boddien, Pseudonym C. v. Hellen; 1841–1915), deutsche Schriftstellerin
- Helga Krause (1935–1989), deutsche Filmeditorin
- Helmut Krause (Maler, 1906) (1906–1978), deutscher Maler und Grafiker
- Helmut Krause (Heimatforscher) (1913–2015), deutscher Heimatforscher
- Helmut Krause (Musiker) (* vor 1940), deutscher Hornist
- Helmut Krause (Maler) (* 1940), deutscher Maler
- Helmut Krause (Politiker) (* 1946), deutscher Pfarrer und Politiker (DFP)
- Helmut Krause (Ruderer) (* 1954), deutscher Ruderer
- Helmuth Krause (1905–1944), deutscher Mittelstreckenläufer
- Henning Krause (* 1962), deutscher Mathematiker
- Henny Krause (1905–1980), dänische Schauspielerin
- Henrik Krause (* 1996), deutscher Leichtathlet
- Herbert Krause (Historiker) (1905–1976), US-amerikanischer Historiker und Schriftsteller
- Herbert Krause (General) (1913–1992), deutscher Brigadegeneral und Nachrichtendienstmitarbeiter
- Herbert Krause (Wirtschaftswissenschaftler) (* 1958), deutscher Unternehmensberater, Wirtschaftswissenschaftler und Hochschullehrer
- Herbert Hermann Otto Krause, Geburtsname von Herbert Kraus (Rechtswissenschaftler) (1884–1965), deutscher Rechtswissenschaftler
- Hermann Krause (1822–1892), deutscher Gymnasiallehrer, niederdeutscher Sprachforscher, siehe Karl Ernst Hermann Krause
- Hermann Krause (Mediziner) (1848–1921), deutscher Mediziner und Laryngologe
- Hermann Krause (Politiker, 1854) (1854–1920), deutscher Richter und Parlamentarier
- Hermann Krause (Architekt) (1857–1905), deutscher Architekt
- Hermann Krause (Rechtshistoriker) (1902–1991), deutscher Historiker
- Hermann Krause (Politiker, 1908) (1908–1988), deutscher Politiker (CDU)
- Hermann Krause (Journalist) (* 1953), deutscher Hörfunk-Journalist (WDR)
- Hermann Kunz-Krause (1861–1936), deutscher Apotheker, Pharmazeut und Hochschullehrer
- Horst Krause (* 1941), deutscher Schauspieler
- Horst-Herbert Krause (* 1950), deutscher Liedtexter und Musikproduzent
- Hugo Krause (1875–nach 1921), deutscher Ingenieur

### I
- Ida Schaer-Krause (1877–1957), Schweizer Bildhauerin
- Ilse Krause (1917–1984), deutsche Chirurgin
- Ilse Krause-Wittgenstein, deutsche Malerin
- Ilse-Maria Krause (1926–2016), deutsche Textilgestalterin
- Ines Krause (* 1965), deutsche Siebenkämpferin
- Ingolf Krause (* 1961), deutscher Fußballspieler
- Irene Krause (1940–2008), deutsche Basketballspielerin
- Irmelin Krause (* 1938), deutsche Schauspielerin und Synchronsprecherin

### J
- Jacob von Krause (1775–1857), deutscher Kaufmann und Kunstmäzen
- Jakob Krause (1531/1532–1585), deutscher Buchbinder
- Jan R. Krause (* 1969), Hochschullehrer für Architektur Media Management
- Jana Krause (* 1987), deutsche Handballspielerin
- Jens Krause (Moderator), deutscher Hörfunkmoderator
- Jens Krause (Musikproduzent) (* 1959), deutscher Musikproduzent
- Jens Krause (Verhaltensforscher) (* 1965), deutscher Verhaltensforscher
- Jens-Uwe Krause (Historiker) (* 1957), deutscher Althistoriker
- Jens-Uwe Krause (Moderator) (* 1970), deutscher Hörfunkmoderator
- Jerry Krause (1939–2017), US-amerikanischer Basketballfunktionär
- Jill Krause (* 1978), US-amerikanische Biathletin
- Jo Krause (* 1963), deutscher Jazzmusiker
- Joachim Krause (Schriftsteller) (* 1946), deutscher Theologe
- Joachim Krause (Politikwissenschaftler) (* 1951), deutscher Politikwissenschaftler
- Joachim Krause (Organist) (* 1957),  deutsch-schweizerischer Kirchenmusiker und Dirigent
- Joachim Krause-Wichmann (1930–2000), deutscher Ruderer
- Joachim J. Krause (* 1978), deutscher evangelischer Theologe
- Joanna Chlebowska-Krause (* 1975), polnisch-deutsche Malerin und Fotografin
- Jochen Krause (1950–2012), deutscher Radiomoderator, Komiker und Autor
- Johann Krause (Politiker, I), österreichischer Lehrer und Politiker
- Johann Krause (Senator) († nach 1926), deutscher Gewerkschafter und Politiker (Zentrum), Senator in Danzig
- Johann Christian August Krause († nach 1804), deutscher Mediziner
- Johann Christian Heinrich Krause (1757–1828), deutscher Lehrer, Priester und Rabbiner
- Johann Christoph Krause (1749–1799), deutscher Historiker
- Johann Friedrich Krause (Wachtmeister) (1747–1828), deutscher Dragoner, eine Quelle für Grimms Märchensammlung
- Johann Friedrich Krause (Generalsuperintendent) (1770–1820), deutscher Geistlicher
- Johann Friedrich Gotthard Krause (1747–1825), deutscher Pfarrer und Kirchenliedersammler
- Johann Gottfried Krause (1685–1746), deutscher Theologe und Kirchenlieddichter
- Johann Gottlieb Krause (1684–1736), deutscher Historiker und Rhetoriker, siehe Johann Gottlieb Kraus
- Johann Heinrich Krause (1800–1882), deutscher Philologe
- Johann Wilhelm Krause (1757–1828), deutscher Architekt und Agrarwissenschaftler
- Johann Wilhelm Krause (Botaniker) (1764–1842), deutscher Geistlicher und Botaniker
- Johanna Krause (Holocaust-Überlebende) (1907–2001), deutsche Überlebende des Holocaust
- Johanna Krause (Politikerin) (* 1924), deutsche Politikerin (DBD)
- Johanna Krause (Medizinerin) (* 1946), deutsche Psychiaterin und Psychotherapeutin
- Johannes Krause (Bibliothekar) (1900–1979), deutscher Bibliothekar
- Johannes Krause (* 1980), deutscher Paläogenetiker
- John Krause (* 1983), puerto-ricanischer Fußballspieler
- Jonathan Krause (1701–1762), schlesischer evangelischer Theologe und Kirchenliederdichter
- Jürgen Krause (Informationswissenschaftler) (1944–2016), deutscher Informationswissenschaftler und Hochschullehrer
- Jürgen Krause (Handballtrainer) (* 1956), deutscher Handballspieler und Handballtrainer
- Julius Krause (1812–1881), Hofopernsänger

### K
- Kai Krause (* 1957), deutscher Software-Unternehmer und Musiker
- Karl Krause (Unternehmer) (Johann Gottfried Karl Krause; 1823–1902), deutscher Unternehmer
- Karl Krause (Philologe) (1835–1893), deutscher Germanist
- Karl Krause (Mediziner, 1868) (1868–1927), deutscher Nervenarzt und Sanitätsoffizier
- Karl Krause (Architekt) (1878–1950), deutscher Architekt
- Karl Krause (Fußballspieler) (* 1922), deutscher Fußballspieler
- Karl Krause (Manager) (* 1960), deutscher Manager
- Karl Christian Friedrich Krause (1781–1832), deutscher Autor und Philosoph
- Karl Ernst Hermann Krause (1822–1892), deutscher Pädagoge und Sprachforscher
- Karl Friedrich Theodor Krause (1797–1868), deutscher Anatom, siehe Carl Krause (Mediziner, 1797)
- Karl Georg Wilhelm von Krause (1761–1832), deutscher Gutsbesitzer und Politiker
- Karl Gotthold Krause (1837–1899), deutscher Jurist und Politiker (NLP)
- Karl-Heinz Krause (1924–2019), deutscher Bildhauer
- Karl Ludwig Krause (1870–1936), deutscher Kunsthändler und Pazifist
- Karl Otto Krause (1874–1940), deutscher Theaterdirektor und Theaterregisseur, Filmregisseur und Filmproduzent, Drehbuchautor, Komponist
- Karl Wilhelm Krause (1911–2001), deutscher Offizier der Waffen-SS
- Katharina Krause (* 1960), deutsche Kunsthistorikerin
- Kathy Krause (* 1982), deutsche Musikdarstellerin und Künstlerin
- Kerstin Krause (* 1963), deutsche Regisseurin und Autorin
- Klaus-Henning Krause (* 1947), deutscher Facharzt für Neurologie, Professor und Autor
- Klaus-Michael Krause (* 1948), deutscher Gitarrist und Musikpädagoge
- Klaus Peter Krause (* 1936), deutscher Journalist
- Klaus W. Krause (1903–1976), deutscher Schauspieler und Synchronsprecher
- Konrad Krause (1870–1927), preußischer Generalmajor
- Konstantin Krause (* 1967), deutscher Leichtathlet
- Kristofer Krause (* 2000), deutscher Basketballspieler
- Kurd Krause (1897–1934), deutscher SA-Führer und Opfer des Röhm-Putsches
- Kurt Krause (Botaniker) (1883–1963), deutscher Botaniker
- Kurt Krause (Geograph) (Edmund Kurt Krause; 1886–1946), deutscher Lehrer, Geograph und Heimatforscher
- Kurt Krause (SS-Mitglied) (1904–1944?), deutscher SS-Obersturmbannführer, Sipo/SD Lettland
- Kurt Krause (Schachspieler) (1909–1978), deutscher Schachspieler
- Kurt Krause (Fußballspieler) (1920–1987), deutscher Fußballspieler und -trainer

### L
- Lara Krause (* 1998), österreichische Nachwuchssängerin und Model
- Lena Katharina Krause (* 1991), deutsche Kamerafrau
- Leopold Krause deutscher Gutsbesitzer und Politiker
- Lisa Krause (1914–1965), deutsche Politikerin (SED)
- Louis Krause (1844–1908), deutscher Unternehmer
- Louis Krause (Politiker) (1873–1961), deutscher Bildhauer und Politiker
- Louisa Krause (* 1986), US-amerikanische Musicaldarstellerin, Theater- und Filmschauspielerin
- Ludwig von Krause (?–1828), österreichischer Generalmajor
- Ludwig Krause (1863–1924), deutscher Archivar und Heimatforscher
- Ludwig Krause (Stadtplaner) (* 1941), deutscher Stadtplaner
- Lutz Krause (* 1959), deutscher Ingenieur und Hochschullehrer

### M
- Malene Krause (* 1963), dänische Curlerin
- Marie-Madeleine Krause (* 1986), deutsche Schauspielerin
- Marion Krause (* 1962), deutsche Slavistin
- Mark Krause (* 1971), deutscher Philosoph und bildender Künstler
- Markus Krause (Footballspieler) (* 1988/1989), österreichischer American-Football-Spieler
- Markus Krause, Pseudonym von Yannic Hendricks (* 1990), deutscher Lebensrechtsaktivist
- Markus Krause-Traudes (* 1957), deutscher Flottillenadmiral
- Marlen Krause (* 1967), deutsche Hörspielsprecherin
- Marlon Krause (* 1990), deutscher Fußballspieler
- Martha Krause-Lang (1912–2016), deutsche Sozialarbeiterin
- Martin Krause (Mathematiker) (1851–1920), deutscher Mathematiker
- Martin Krause (Pianist, 1853) (1853–1918), deutscher Pianist
- Martin Krause (Pianist, 1919) (1919–1986), deutscher Pianist
- Martin Krause (Koptologe) (1930–2024), deutscher Koptologe
- Matt Krause (* 1980), US-amerikanischer Anwalt und Politiker (Republikaner)
- Matthias Krause (* 1960), deutscher Informatiker und Hochschullehrer
- Matti Krause (* 1986), deutscher Schauspieler, Hörspiel- und Synchronsprecher
- Max Krause (Unternehmer) (1838–1913), deutscher Unternehmer
- Max Krause (Ingenieur) (1853–1918), deutscher Ingenieur
- Max Krause (Politiker, 1859) (1859–1934), deutscher Politiker (Deutschkonservative Partei), MdR
- Max Krause (Bildhauer) (1875–1920), deutscher Bildhauer
- Max Krause (Rosenzüchter) (1880–1937), deutscher Rosenzüchter
- Max Krause (Politiker, 1882) (1882–nach 1944), deutscher Politiker (KPD)
- Max Krause (NS-Opfer) (1900–1941), deutscher Zeuge Jehovas und Wehrdienstverweigerer
- Max Krause (Ruderer), deutscher Ruderer
- Max Krause (Arabist) (1909–1944), deutscher Arabist und Mathematikhistoriker
- Max Krause (Footballspieler) (1909–1984), US-amerikanischer American-Football-Spieler
- Max Krause (Schauspieler) (* 1993), deutscher Schauspieler
- Max Krause-Kiederling (1892–1962), deutscher Maler
- Mechthild Krause (* 1976), deutsche Radioonkologin und Hochschullehrerin
- Michael Krause (1946–2024), deutscher Hockeyspieler und Sportfunktionär
- Michael Heinrich Krause (1651–1729), deutscher Theologe
- Mickie Krause (* 1970), deutscher Sänger
- Miriam Krause (* 1979), deutsche Schauspielerin
- Monika Krause (Soziologin), Soziologin und Hochschullehrerin
- Monika Krause-Fuchs (1941–2019), deutsch-kubanische Sexualwissenschaftlerin und Sexualaufklärerin
- Moose Krause (1913–1992), US-amerikanischer Basketballspieler

### N
- Nadine Krause (* 1982), deutsche Handballspielerin
- Nicholas Krause (* 1993), amerikanischer Skirennläufer
- Niklas Krause (* 2002), deutscher Basketballspieler
- Norbert Krause (* 1959), deutscher Chemiker

### O
- Olga Krause (* 1953), russische Liedermacherin und Schriftstellerin
- Oliver Krause (* 1976), deutscher Basketballschiedsrichter
- Oskar Krause (1886–1970), Schweizer Ingenieur
- Otto Krause (Pseudonym Nemo; 1870–1910), österreichisch-ungarischer Beamter und Schriftsteller
- Otto Krause (Chemiker) (1899–1943), deutscher keramischer Chemiker

### P
- Paul von Krause (Politiker) (1852–1923), deutscher Jurist und Politiker (DVP)
- Paul Krause (Generalleutnant) (1864–1940), deutscher Generalleutnant
- Paul Krause (Mediziner) (1871–1934), deutscher Internist und Radiologe
- Paul Krause (Komponist) (1880–1946), deutscher Komponist und Organist
- Paul Krause (Schriftsteller) (1882–1931), deutscher Schriftsteller und Schulleiter
- Paul von Krause (Landrat) (1882–1946), deutscher Landrat
- Paul Krause (Politiker, 1894) (1894–1954), deutscher Politiker (NSDAP)
- Paul Krause (Politiker, 1905) (1905–1950), deutscher Politiker (Zentrum)
- Paul Krause (Fußballspieler), deutscher Fußballspieler
- Paul Krause (Footballspieler) (* 1942), US-amerikanischer American-Football-Spieler
- Paul Gustaf Krause (1867–1945), deutscher Paläontologe
- Peter Krause (Bürgermeister), 1524 bis 1525 Bürgermeister von Berlin
- Peter Krause (Kameramann, 1935) (1935–2008), deutscher Kameramann
- Peter Krause (Rechtswissenschaftler) (1936–2023), deutscher Rechtswissenschaftler
- Peter Krause (Politiker) (1943–2019), deutscher Politiker (CDU)
- Peter Krause (Rennfahrer), deutscher Autorennfahrer
- Peter Krause (Synchronsprecher) (* 1957), deutscher Synchronsprecher
- Peter Krause (Autor) (* 1957), deutscher Journalist und Buchautor
- Peter Krause (Kameramann, 1961) (* 1961), deutscher Kameramann
- Peter Krause (Schauspieler) (* 1965), US-amerikanischer Schauspieler
- Peter Krause (Politikwissenschaftler) (* 1965), deutscher Politikwissenschaftler
- Peter Krause (Comiczeichner), US-amerikanischer Comiczeichner
- Peter Moses-Krause (1943–2023), deutscher Verleger
- Peter D. Krause (* 1964), deutscher Politiker (CDU)
- Peter Ferdinand Krause (* 1940), österreichischer Studentenhistoriker und Verwaltungsbeamter
- Petra Krause, Geburtsname von Petra Nettelbeck (1939–2017), deutsche Fernsehansagerin
- Petra Krause (Terroristin) (1939–2025), italienisch-deutsche Terroristin
- Pierre M. Krause (* 1976), deutscher Fernsehmoderator

### R
- Rainer Krause (* 1942), deutscher Psychologe, Psychoanalytiker, Affektforscher und Hochschullehrer
- Ralf Krause (* 1978), deutscher Kickboxer
- Regina Lorenz-Krause (* 1956), deutsche Pflege- und Sozialwissenschaftlerin
- Reinhold Krause (1893–1980), deutscher Religionspädagoge
- René Krause (* 1985), deutscher Boxer
- Richard M. Krause (1925–2015), US-amerikanischer Immunologe und Mikrobiologe
- Robert Krause (Maler) (1813–1885), deutscher Maler
- Robert Krause (Politiker, 1831) (1831–1913), deutscher Richter und Politiker, MdL Preußen
- Robert Krause (General) (1852–1921), preußischer General der Infanterie
- Robert Krause (Politiker, 1861) (1861–1924), deutscher Gewerkschafter und Politiker (SPD), MdL Sachsen
- Robert Krause (Regisseur) (* 1970), deutscher Drehbuchautor, Regisseur, Kameramann und Produzent
- Rolf Krause (Maler) (1908–1982), deutscher Maler
- Rolf Krause (Politiker) (1936–2014), deutscher Politiker (NPD)
- Rolf-Dieter Krause (* 1951), deutscher Fernsehjournalist
- Rolf Friedrich Krause (* 1956), deutscher Diplomat
- Roswitha Krause (* 1949), deutsche Schwimmerin und Handballspielerin
- Rüdiger Krause (Prähistoriker) (* 1958), deutscher Prähistoriker
- Rüdiger Krause (Geistlicher) (* 1960), deutscher Geistlicher der Neuapostolischen Kirche
- Rüdiger Krause (Rechtswissenschaftler) (* 1961), deutscher Rechtswissenschaftler
- Rüdiger Krause (Musiker) (* 1970), deutscher Musiker
- Rudolf Krause (Mediziner, 1834) (auch Rudolph Krause; 1834–1895), deutscher Mediziner und Anthropologe
- Rudolf Krause (Mediziner, 1865) (1865–1939), deutscher Anatom und Histologe
- Rudolf Krause (Politiker, 1894) (1894–1971), deutscher Politiker (NSDAP)
- Rudolf Krause (Rennfahrer) (1907–1987), deutscher Automobilrennfahrer
- Rudolf Krause (Fußballtrainer) (1927–2003), deutscher Fußballspieler und -trainer
- Rudolf Krause (Politiker, 1931) (1931–2021), deutscher Politiker (SPD, Freie Wähler)
- Rudolf Krause (Politiker, 1939) (* 1939), deutscher Pädagoge und Politiker (CDU)
- Rudolf Krause (Schauspieler) (* 1964), deutscher Schauspieler
- Rudolf Karl Krause (1946–2024), deutscher Politiker (CDU, REP)

- Rudolph Wilhelm Krause der Ältere (1612–1689), deutscher Rechtswissenschaftler und Verwaltungsjurist
- Rudolph Wilhelm Krause der Jüngere (1642–1718), deutscher Mediziner

### S
- Sabine Krause (* 1979), deutsche Schauspielerin
- Sabrina Krause (* 1998), deutsche Volleyballspielerin
- Scott Krause (* 1983), US-amerikanischer Historiker
- Sebastian Krause (* 1989), deutscher Volleyballspieler
- Sibylle Krause-Burger (* 1935), deutsche Schriftstellerin und Journalistin
- Siegfried Krause (Politiker, März 1928) (* 1928), deutscher Politiker (NDPD)
- Siegfried Krause (Politiker, Dezember 1928) (* 1928), deutscher Politiker (SPD), MdA Berlin
- Siegfried Krause (Theaterwissenschaftler) (* 1935), deutscher Theaterwissenschaftler und Hochschullehrer
- Sigrun Krause (* 1954), deutsche Skilangläuferin
- Sinan Krause, deutsch-irakischer Techniker
- Skadi Krause (* 1970), deutsche Politikwissenschaftlerin und Autorin
- Sophia Krause (* 1997), deutsche Ruderin
- Stefan Krause (Synchronsprecher) (* 1958), deutscher Synchron- und Hörspielsprecher und Musiker
- Stefan Krause (Manager) (* 1962), deutscher Manager
- Stefan Krause (Kunsthistoriker) (* 1971), österreichischer Kunsthistoriker und Waffenkundler
- Susanne Krause (* 1954), deutsche Papierherstellerin und Verlegerin
- Sven Krause (* 1986), deutscher Fußballspieler
- Sylvio Krause (* 1965), deutscher Violinist

### T
- Thekla Krause (* 1969), deutsche Fußballspielerin
- Theodor Krause (Unternehmer) (1819–1906), deutscher Unternehmensgründer
- Theodor Krause (Komponist) (1833–1910), deutscher Komponist, Chorleiter und Textdichter
- Thilo Krause (* 1977), deutscher Lyriker und Wirtschaftswissenschaftler
- Thomas Krause (Chemiker) (1926–2011), deutscher Zellulosechemiker und Hochschullehrer
- Thomas Krause (Mediziner) (* 1953), deutscher Nuklearmediziner
- Thomas Krause (Autor) (* 1969), deutscher Koch und Autor
- Thomas Krause (Journalist) (* 1976), deutscher Journalist und Autor
- Thomas Krause (Filmeditor) (* 1977), deutscher Filmeditor
- Thomas Krause (Nordischer Kombinierer) (* 1980), deutscher Nordischer Kombinierer
- Thomas Krause (Fußballspieler) (* 1981), dänischer Fußballspieler
- Tilman Krause (* 1959), deutscher Literaturkritiker
- Tim Krause (* 1971), deutscher Drehbuchautor und Politiker (AfD)
- Timon Krause (* 1994), deutscher Mentalist
- Tobias Krause (1965–2005), deutsch-österreichischer Fernsehproduzent
- Tom Krause (Thomas Krause; 1934–2013), finnischer Opernsänger (Bariton)
- Torsten Krause (* 1981), deutscher Politiker (Die Linke.PDS)

### U
- Udo Krause (1932–1988), deutscher Journalist und Jurist
- Ulf von Krause (* 1944), deutscher Generalleutnant
- Ullrich Krause (* 1967), deutscher Mathematiker, Schachfunktionär und Schachspieler
- Ulrich Krause (Mathematiker) (* 1940), deutscher Mathematiker
- Ulrich Krause (Ingenieur) (* 1959), deutscher Ingenieur und Hochschullehrer
- Ulrike Krause (* 1983), deutsche Politikwissenschaftlerin
- Ulrike-Marie Krause (* 1971), deutsche Psychologin, Bildungswissenschaftlerin und Hochschullehrerin
- Ursula Krause-Schmitt (* 1942), deutsche Historikerin
- Uta Süße-Krause (* 1955), deutsche Photographin und Musikerin
- Ute Krause (* 1960), deutsche Schriftstellerin, Illustratorin, Drehbuchautorin und Regisseurin
- Uwe Krause (Keramiker) (* 1933), deutscher Keramiker, Skulpteur und Maler
- Uwe Krause (Fußballspieler) (* 1955), deutscher Fußballspieler
- Uwe Krause (Musiker) (* 1969), deutscher Komponist, Pianist und Musikpädagoge

### V
- Velia Krause (* 1965), deutsche Schauspielerin und Synchronsprecherin
- Verna Mae Bentley-Krause (* 1951), US-amerikanisch-deutsche Sängerin
- Victor Krause (1870–1953), deutscher Verwaltungsjurist
- Victoria Krause (* 2000), deutsche Leichtathletin (Speerwurf)
- Viktoria Krause (* 1998), deutsch-ungarische Schauspielerin

### W
- Waldemar Krause (SS-Mitglied) (1908–1992), deutscher Kriminalpolizist und SS-Sturmbannführer
- Waldemar Krause (Schriftsteller) (1926–2006), deutscher Schriftsteller
- Walter Krause (Bildhauer) (1891–1967), deutscher Bildhauer
- Walter Krause (Fußballspieler, 1896) (1896–1948), deutscher Fußballspieler
- Walter Krause (Mediziner) (1910–2007), österreichischer Mediziner
- Walter Krause (Politiker, 1912) (1912–2000), deutscher Politiker (SPD), MdL Baden-Württemberg
- Walter Krause (Politiker, II), deutscher Genossenschaftler und Politiker, MdV
- Walter Krause (Kunsthistoriker) (* 1943), österreichischer Kunsthistoriker und Hochschullehrer
- Walter Krause (Fußballspieler, 1953) (* 1953), deutscher Fußballspieler
- Walther Krause (Generalleutnant) (1890–1960), deutscher Generalleutnant
- Walther Krause (Verleger) (1899–nach 1968), deutscher Zeitschriftenverleger
- Walther Krause (Journalist) (1937–2018), deutscher Journalist
- Werner Krause (Politiker, 1900) (1900–1971), deutscher Politiker, Oberbürgermeister von Hildesheim
- Werner Krause (Widerstandskämpfer, 1907) (1907–1945), deutscher Widerstandskämpfer in Pommern
- Werner Krause (Botaniker) (1911–2000), deutscher Geobotaniker und Hochschullehrer
- Werner Krause (Widerstandskämpfer, 1914) (1914–??), deutscher Widerstandskämpfer in Berlin
- Werner Krause (Ökonom) (1927–2004), deutscher Wirtschaftswissenschaftler
- Werner Krause (Politiker, 1932) (1932–2014), deutscher Politiker, Mitglied der Stadtverordnetenversammlung Ost-Berlin
- Werner Krause (Historiker) (1934–2014), deutscher Historiker
- Werner Krause (Diplomat) (* 1935), deutscher Diplomat
- Werner Krause (Ingenieur) (1937–2023), deutscher Ingenieurwissenschaftler und Hochschullehrer
- Werner Krause (Psychologe) (* 1938), deutscher Naturwissenschaftler, Psychologe und Hochschullehrer
- Werner Krause (Leichtathlet) (* 1939), deutscher Langstreckenläufer
- Werner Krause (Mineraloge) (* 1949), deutscher Mineraloge
- Wieland Krause (* 1956), deutscher Künstler
- Wilfried Krause (* 1948), deutscher Fußballspieler
- Wilhelm Krause (Maler, 1803) (1803–1864), deutscher Maler
- Wilhelm Krause (Mediziner) (1833–1910), deutscher Anatom und Hochschullehrer
- Wilhelm Krause (Maler, 1913) (1913–2008), deutscher Maler und Radierer
- Willi Krause (Politiker) (1903–1987), deutscher Politiker (SPD) und Gewerkschaftsfunktionär
- Willi Krause (Schriftsteller) (Pseudonym Peter Hagen; 1907–1945?), deutscher Journalist, Drehbuchautor und Regisseur
- William Krause (1875–1925), deutscher Maler
- Willy Krause (1901–1990), deutscher Schauspieler
- Winfried Krause (Schriftsteller) (1910–1943), deutscher Schriftsteller
- Winfried Krause (Komiker) (1939–2019), deutscher Komiker
- Wolf-Dieter Krause (* 1945), deutscher Sprachwissenschaftler und Lehrbeauftragter der Universität Potsdam
- Wolf-Rüdiger Krause (* 1944), deutscher Fußballspieler
- Wolfgang Krause (Sprachwissenschaftler) (1895–1970), deutscher Sprachwissenschaftler
- Wolfgang Krause (Politiker) (1936–2020), deutscher Politiker (CDU)
- Wolfgang Krause (Fußballspieler, 1938) (* 1938), deutscher Fußballspieler
- Wolfgang Krause (Fußballspieler, 1951) (* 1951), deutscher Fußballspieler
- Wolfgang Krause (Künstler) (* 1953), deutscher Künstler
- Wolfgang Krause (Fußballspieler, 1954) (* 1954), deutscher Fußballspieler
- Wolfgang Krause (Mediziner) (1955–2015), deutscher Mediziner
- Wolfgang Krause Zwieback (* 1951), deutscher Schauspieler
- Wolfram von Krause (1914–1989), deutsch-baltischer lutherischer Theologe und Direktor der Neuendettelsauer Mission

## Fiktive Figuren
- Dieter Krause, Titelheld der Fernsehserie Hausmeister Krause – Ordnung muss sein
- Horst Krause